# Casa Carnicero
La casa Carnicero o chalet Carnicero fue un inmueble modernista de los años 1910 que estaba localizado en el lugar gallego de Perillo (Oleiros, La Coruña). Después de ser parcialmente destruida a causa de un incendio en julio de 2020, en diciembre de ese mismo año el alcalde de Oleiros, Ángel García Seoane, ordenó la demolición de las ruinas de la casa, lo cual causó mucha polémica.

## Descripción
La casa Carnicero era una vivienda de estilo modernista y de influencia indiana, que poseía tres plantas: sótano, primera planta, segunda planta y desván.

## Historia
La casa Carnicero fue un encargo del empresario coruñés Enrique Carnicero Ríos (quien poseía un reconocido vivero de ostras justo detrás de la casa, en la ría del Burgo) a su amigo el arquitecto Rafael González Villar. La casa fue construida entre 1913 y 1916. A lo largo de su historia la planta baja de la casa Carnicero fue un restaurante, cine, bar, pista de baile y estanco.
El 13 de junio de 2007, cuando había un estanco en la casa Carnicero, el propietario del local, llamado Manuel R. V., de 80 años de edad, fue atracado por una mariscadora furtiva y drogadicta que le dio un fuerte golpe en la cabeza. Debido a esa agresión, en septiembre de ese mismo año Manuel falleció en el hospital de Oza.
El 16 de julio de 2020, la casa Carnicero fue parcialmente destruida debido a un incendio que se originó a las 21.00 horas de ese día. Después de que un temporal, la borrasca Bella, echase abajo una de sus paredes, el 29 de diciembre de 2020 el alcalde de Oleiros, Ángel García Seoane, ordenó demoler las ruinas de la casa Carnicero, lo cual causó tal polémica que la Fiscalía pide 15 meses de cárcel y 13 años de inhabilitación para García Seoane porque considera que el alcalde cometió un delito contra el patrimonio histórico, ya que la casa era un inmueble protegido. García Seoane declaró que ordenó la demolición de la casa por una cuestión de seguridad pública.